# Organisatie van de Verenigde Naties voor hulpverlening aan Palestijnse vluchtelingen in het Nabije Oosten

Logo

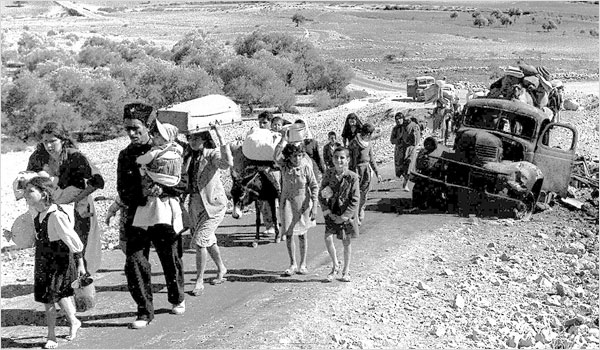
Palestijnse vluchtelingen (Mandaatgebied Palestina-1948) uit Galilea in oktober-november 1948

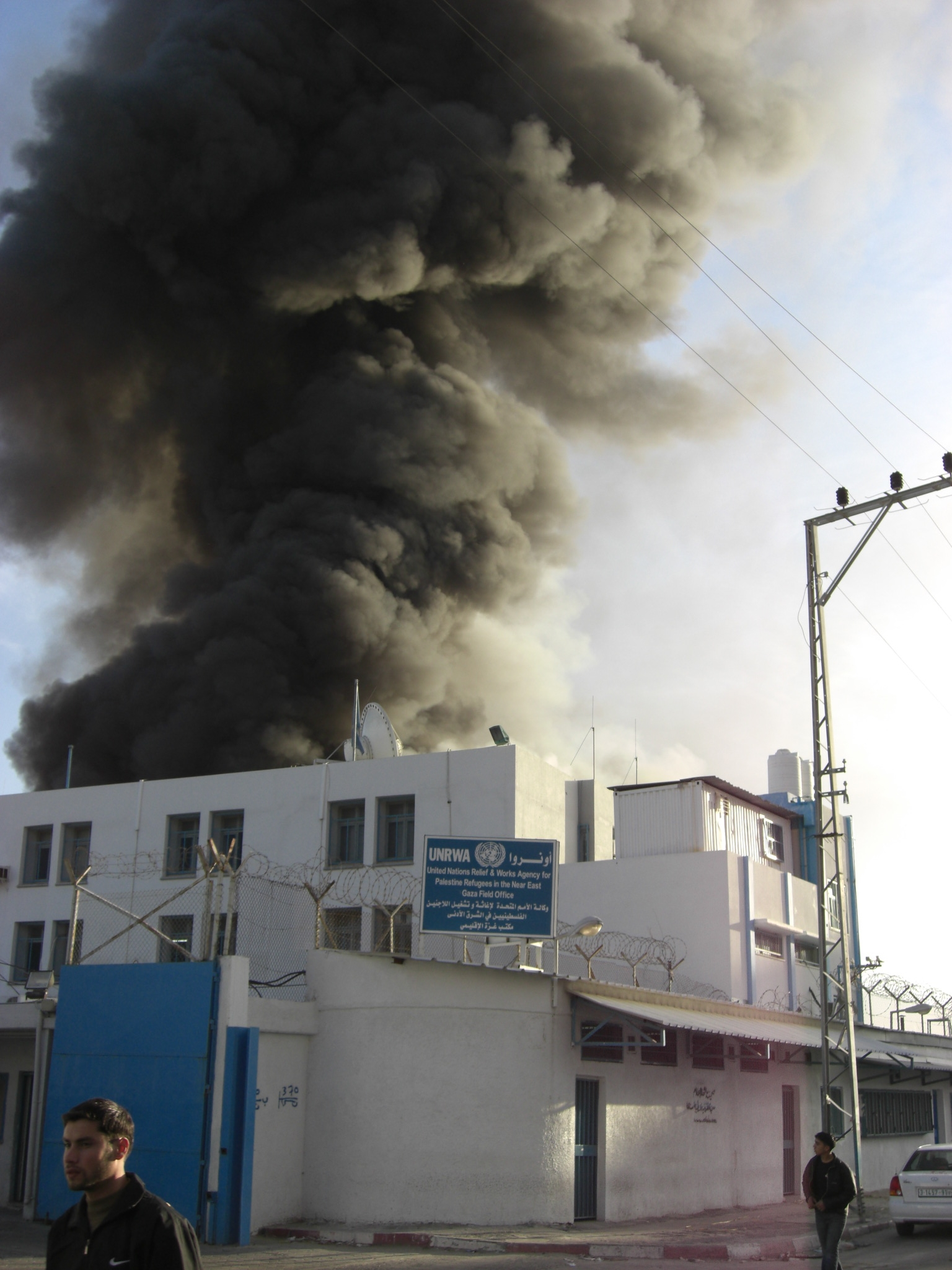
Gebouw van de UNRWA, gebombardeerd door het Israëlische leger, 15 januari 2009

Het totale aantal Palestijnse vluchtelingen, geregistreerd door de UNRWA (1950 - 2008)

Het United Nations Relief and Works Agency for Palestine Refugees in the Near East (UNRWA) is de vluchtelingenorganisatie van de Verenigde Naties die zich richt op hulp en ontwikkeling van de Palestijnse vluchtelingen in het Midden-Oosten. De UNRWA werd met VN-resolutie 302 op 8 december 1949 opgericht na de massale Palestijnse vluchtelingenstroom van 1948, de Al-Nakba.

## Doelgroep
De UNRWA richt zich op personen die in Palestina woonden en leefden gedurende de periode 1 juni 1946 en 15 mei 1948, en zowel hun huis als bron van inkomsten zijn kwijtgeraakt ten gevolge van het Arabisch-Israëlisch conflict in 1948, als zodanig geregistreerd zijn en hulp behoeven, evenals nakomelingen van deze Palestijnse vluchtelingen als ze zich laten registreren. De UNRWA definieert Palestijnse vluchtelingen als "personen die hun gewoonlijke woonplaats in Palestina hadden gedurende de periode van 1 juni 1946 tot 15 mei 1948 en die zowel hun huis als middelen van levensonderhoud verloren als resultaat van het conflict van 1948." Tot ongeveer augustus 2023 waren er zo'n 5,9 miljoen Palestijnen die in aanmerking zouden komen voor hulp van de UNRWA. Meer dan een-derde van hen woont in vluchtelingenkampen in de Gazastrook, op de Westelijke Jordaanoever inclusief Oost-Jeruzalem, Jordanië, Libanon en Syrië De UNRWA hanteert een andere, meer beperkte definitie van 'vluchtelingen' dan de UNHCR die na de Tweede Wereldoorlog is opgericht en wereldwijd miljoenen mensen, die vanwege allerlei crises gedwongen zijn hun huizen te ontvluchten, helpt aan een veilig toevluchtsoord. De UNRWA functioneert naast de UNHCR. In 2023 waren er zo'n 5,9 miljoen Palestijnen die in aanmerking komen voor hulp van de UNWRA.

### Aantal vluchtelingen
Over het aantal vluchtelingen lopen de schattingen uiteen: de VN gingen uit van 750.000 oorspronkelijke vluchtelingen. Volgens de UNRWA (zie ook tabel) waren er in 2008 ongeveer 4,8 miljoen Palestijnse vluchtelingen, en in 2023 bijna 6 miljoen. Israël is het niet eens met de zienswijze van de UNRWA: het erkent alleen de nog in leven zijnde vluchtelingen uit 1948, een aantal "in de duizenden, niet miljoenen". De Senaat van de Verenigde Staten wilde bij amendement in mei 2012 de Israëlische opvatting overnemen.
In 1950 werd in Israël de Wet op de Terugkeer aangenomen, waarin vermeld staat dat iedereen waar ook ter wereld die van (gedeeltelijke) Joodse komaf is, het recht heeft zich in Israël te vestigen en het Israëlische staatsburgerschap te verkrijgen. Daarnaast is ongeveer 21% van de Israëlische bevolking van Arabische komaf, die zich vaak als Palestijns identificeert. De meeste Palestijnse vluchtelingen leven in de 58 erkende Palestijnse vluchtelingenkampen in Jordanië, Libanon, Syrië, de Gazastrook en op de Westelijke Jordaanoever (inclusief Oost-Jeruzalem). Ook wonen er tienduizenden in Irak.
Alleen de vluchtelingen in Jordanië zelf kregen burgerrechten. Ongeveer driekwart van de meer dan 2 miljoen Palestijnse vluchtelingen in Jordanië heeft het volledige Jordaanse staatsburgerschap. Een aanzienlijke minderheid, van wie de meesten vanuit de Gazastrook in Jordanië zijn aangekomen, in tegenstelling tot de Westelijke Jordaanoever, bezit echter geen Jordaans staatsburgerschap De UNRWA biedt hulp aan deze Palestijnen in de vorm van onderwijs, gezondheidszorg, sociale voorzieningen zoals microfinanciering, infrastructuur en noodhulp.

## Personeel en financiering
De UNRWA telt ruim 12.000 medewerkers, voor het grootste deel Palestijnen.
Het budget van de UNRWA bedroeg in 2003 US$ 440 miljoen, in 2014 US$ 1,3 miljard en in 2022 was het in totaal US$ 1,2 miljard.
Alleen de staf van UNRWA wordt direct gefinancierd vanuit de VN. De grootste donor is sinds de oprichting de Verenigde Staten met een gemiddelde donatie van ongeveer 29% van het totale budget. Over de periode 2018 tot en met 2023 doneert Duitsland 15% en de Europese Commissie 10% van het budget. Daarna volgen enkele afzonderlijke Westerse landen. De EU en zijn leden gezamenlijk droegen in 2023 ongeveer 25% bij. Nederland draagt gemiddeld tussen 2018 en 2023 2,2% bij en België 1%. De grootste Arabische donor in 2023 was Saoedi-Arabië met US$ 17 miljoen gevolgd door de UAE, met US$ 15 miljoen. De MENA landen zijn gezamenlijk goed voor 4,8% van de donaties. De Palestijnse autoriteiten dragen zelf ook bij aan het budget, in 2023 was dat US$  2.7 miljoen. Israël draagt niet bij aan het UNRWA budget.
In januari 2018 schroefde de VS onder de regering Trump hun financiering met de helft terug. Volgens woordvoeder Heather Nauert gebeurde dit uit onvrede over de bedrijfsvoering van UNRWA en de onevenredige donaties uit andere landen. Hervormingen binnen UNRWA zou zogezegd de financiering weer terug kunnen brengen. Critici brachten het besluit in verband met de kritiek vanuit de Palestijnse VN delegatie op het besluit van Trump om de Amerikaanse ambassade te verhuizen naar Jeruzalem en de woedende tweets die Trump daarop verstuurde waarin hij hun ondankbaarheid uitsprak. In september van dat jaar stopte de VS de financiering alsnog helemaal. Uit gelekte e-mails van Trumps schoonzoon Jared Kushner, die was aangesteld om het Israëlisch-Palestijns conflict op te lossen, bleek dat de regering-Trump het standpunt onderschreef dat UNRWA zou bijdragen aan het behoud van het vluchtelingenprobleem. "Dit [agentschap] bestendigt een status-quo, is corrupt, inefficiënt en helpt de vrede niet", schreef hij, en dat daarom het de UNRWA diende te verstoren. Bij het aantreden van de regering Biden in 2021 werd de financiering weer hervat.
In 2019 schortte Nederland en Zwitserland hun steun tijdelijk op nadat er een rapport naar buiten kwam waarin het topmanagement - waaronder commissaris-generaal Pierre Krähenbühl - werd beschuldigd van seksueel wangedrag, nepotisme, discriminatie en andere vormen van machtsmisbruik. Naar aanleiding van het interne onderzoek stapte Krähenbühl op.
In afwachting van de VN maatregelen naar aanleiding van beschuldigingen vanuit Israël dat UNRWA medewerkers betrokken waren bij de 7 oktober aanvallen, hadden het Amerikaanse ministerie van Buitenlandse Zaken en andere westerse landen, de aanvullende financiering voor UNRWA tijdelijk stopgezet. Nederland volgde op 28 januari en besloot voorlopig ook geen extra geld meer te doneren aan de UNRWA, al was de steun voor het jaar 2024 al overgemaakt. Een motie van D66 en GroenLinks-PvdA enkele dagen later om de steun te hervatten, haalde het niet. VN secretaris-generaal Antonio Guterres riep binnenskamers op tot voortzetting van de steun. België besloot, na overleg met VN-gezant voor de wederopbouw van Gaza Sigrid Kaag, zijn steun niet in te trekken. Spanje en Ierland verhoogden juist hun steun. De Europese Unie eiste 'volledige openheid' over mogelijke betrokkenheid van VN-zorgverleners bij de terreuraanval van Hamas op Israël maar hervatte op 1 maart zijn steun na toezeggingen van de UNRWA dat ze meewerkte aan een intern onderzoek door Europese experts. In maart werd in de VS bij wet vastgeld dat de financiering tot ten minste maart 2025 werd stopgezet. In de wet voor de gecombineerde steunpakket van de VS voor Oekraïne, Israël en Taiwan werd wel geld vrijgemaakt voor humanitaire hulp aan Gaza maar mocht dit expliciet niet naar UNRWA gaan. Op 15 april 2024 deden een aantal Nederlandse oud-ministers en diplomaten een oproep aan de regering om de hulp aan UNRWA weer te hervatten. Vrijwel direct na de beëdiging van de regering Starmer maakte deze op 19 juli bekend dat het Verenigd Koninkrijk de financiering van UNRWA weer zou hervatten.

## Ondermijning door Israël (2024)
Al sinds de 1950er jaren lobbyt Israël voor de opheffing van UNRWA. Volgens een rapport uit februari 2024 van de Middle East Monitor (MEMO), een non-profitorganisatie die gefinancierd wordt vanuit Qatar en beschouwd wordt als pro-Moslimbroederschap en pro-Hamas, voert Israël al lange tijd campagne om de UNRWA te ontmantelen, in een poging om de Palestijnen hun vluchtelingenstatus te ontnemen. Volgens MEMO heeft dit als doel dat de honderdduizenden Palestijnse vluchtelingen in de regio definitief als burgers in die landen worden opgenomen en worden gedwongen afstand te doen van hun recht op terugkeer naar het gebied waaruit hun voorouders in de Nakba waren verdreven. Israël geeft UNRWA er de schuld van dat die organisatie de vluchtelingenstatus van generatie op generatie doet voortbestaan en zo integratie in de landen waarheen hun voorouders zijn gevlucht verhindert.
Op 9 mei 2024 meldde UNRWA-hoofd Philippe Lazzarini, dat een gewapende menigte de omheining van het UNRWA-hoofdkwartier in Oost-Jeruzalem in brand had gestoken, scanderend "Brand de Verenigde Naties af". Israëlische extremisten hadden maandenlang voor het complex gedemonstreerd, daartoe opgeroepen door een gemeenteraadslid en eisten sluiting van het kantoor. Personeel werd met wapens bedreigd en met stenen bekogeld. Het kantoor werd vanwege de onveiligheid gesloten.

### Zomer 2024: nieuwe anti-UNRWA-wetgeving aangenomen door de Knesset
Op 22 juli gaf de Knesset in de eerste van drie stemronden zijn voorlopige goedkeuring aan een wetsvoorstel van de partij Yisrael Beiteinu. Dit wetsvoorstel hield in dat UNRWA tot terroristische organisatie zou worden bestempeld, dat de relaties met de organisatie werden verbroken, dat de immuniteit van haar medewerkers opgeheven en dat de organisatie de opdracht kreeg om uit Oost-Jeruzalem te vertrekken. De indiener van het wetsontwerp beschreef UNRWA als een "vijfde colonne binnen Israël". De EU verklaarde "diep bezorgd" te zijn over het voornemen om UNRWA als terroristische organisatie aan te wijzen en de immuniteit en wettelijke privileges van diens medewerkers op te heffen en veroordeelde het voornemen.  Ook vanuit de VS kwam er kritiek op de wet; Department of State-woordvoerder Matthew Miller noemde de pogingen "ongelooflijk niet-behulpzaam". De behandeling van het wetsontwerp om UNRWA als terroristische organisatie te bestempelen werd vooralsnog niet voortgezet.

Op 10 oktober kondigde de Israel Land Authority (ILA) aan dat zij het UNRWA-hoofdkwartier met het grondstuk in Oost-Jeruzalem in beslag zou nemen, om daarop 1440 woningen te bouwen als outpost van de illegale nederzetting Ma'alot Dafna in de wijk Sheikh Jarrah. De ILA vorderde een bedrag van ruim 7 miljoen dollar voor een huurachterstand die UNRWA zou hebben. Zij gelaste de ontruiming binnen 30 dagen. De extreem-rechtse waarnemend burgemeester Aryeh King had herhaaldelijk opgeroepen tot de uitbreiding van de nederzetting. De autoriteiten beweerden dat het complex zonder toestemming was gebouwd. Het gebouw stamt al uit de vroege 1950er jaren, kort na de oprichting van UNRWA, toen de Westoever nog werd bestuurd door Jordanië. Het grondstuk waarop het hoofdkwartier is gebouwd, werd in 1952 gepacht van de Jordaanse regering. Bestaande documenten tonen de ongeldigheid van de claims van de ILA aan. Als onderdeel van de VN geniet het hoofdkwartier diplomatieke immuniteit. De bouw van de nieuwe woningen was al in voorbereiding. De Palestijnse Autoriteit verklaarde dat de inbeslagname een schending van het VN-Handvest is en dat Jeruzalem onder de soevereiniteit van Palestina valt.
Op 28 oktober nam de Knesset twee nieuwe wetten aan. De ene wet verbiedt per eind januari 2025 operaties van UNRWA vanuit Israël, de andere verbiedt elk contact van Israëlische autoriteiten met UNRWA of hen die namens UNRWA optreedt. De tweede wet zegt bovendien per 7 oktober 2024 het Comay-Michelmore verdrag tussen Israël en UNRWA van juni 1967 op, dat de coördinatie van die activiteiten faciliteerde en waarin het Palestijnse vluchtelingenagentschap UNRWA was erkend. De wetten zouden de hulp van UNRWA aan de Palestijnse gebieden effectief onmogelijk maken, omdat Israël alle grensovergangen controleert. VN-secretaris-generaal António Guterres voorspelde dat de wetten catastrofaal zouden uitpakken en effectief een eind zouden maken aan de coördinatie om VN-konvooien, kantoren en vluchtelingenkampen voor honderdduizenden mensen te beschermen en hij riep Israël op de wetten in te trekken. Adalah verklaarde dat de wetten in strijd zijn met de voorlopige maatregelen die in het genocide-proces door de rechters zijn opgelegd en probeerde tevergeefs de wetten via het hooggerechtshof ongedaan te maken. Internationale medewerkers van UNRWA moesten uit Israël en de bezette gebieden vertrekken nadat hun visa door Isrsaël niet werd verlengd. De Israëlische wetgevers die de wet opstelden, noemden wat zij beschreven als de betrokkenheid van enkele UNRWA-stafleden bij de aanval van 7 oktober 2023 op Zuid-Israël en stafleden die lid zijn van Hamas en andere gewapende groepen. Op 4 november 2024 liet het Israëlische ministerie van Buitenlandse Zaken middels directeur-generaal Jacob Blitshtein officieel aan de Verenigde Naties weten dat Israël zich terugtrok uit de overeenkomst van 1967. In een brief liet Blitshtein weten dat "Israël zal blijven samenwerken met internationale partners, waaronder andere agentschappen van de Verenigde Naties, om ervoor te zorgen dat humanitaire hulp aan burgers in Gaza wordt gefaciliteerd op een manier die de veiligheid van Israël niet ondermijnt. Israël verwacht dat de Verenigde Naties bijdragen aan en meewerken aan deze inspanning."  De wetten werden door de regering Trump - in tegenstelling tot Biden - wel gesteund bij monde van ad-interim VN-ambassadeur Dorothy Shea.
Philippe Lazzarini maakte bekend dat het leger op 31 oktober met bulldozers het UNRWA-kantoor in het vluchtelingenkamp Nur Shams op de Westoever had vernield. Dit kantoor leverde basisdiensten aan meer dan 14.000 Palestijnse vluchtelingen. Het gebouw werd onbruikbaar. In het kamp werden ook wegen, water- en elektriciteitsnetwerken vernietigd. Het Israëlische leger heeft echter een verklaring uitgegeven waarin de verantwoordelijkheid voor eventuele schade aan het gebouw wordt ontkend. Volgens het Israëlische leger hebben terroristen explosieven in de buurt van de UNRWA-kantoren geplaatst, die vervolgens tot ontploffing werden gebracht in een poging om IDF-soldaten schade toe te brengen. De explosieven hebben waarschijnlijk schade aan de structuur veroorzaakt", aldus de IDF-verklaring.

### (Vermeende) betrokkenheid bij Hamas
Op 18 januari 2024 beschuldigde de Israëlische regering de UNRWA ervan dat twaalf medewerkers van deze organisatie betrokken waren bij de Hamas-aanval op Israël op 7 oktober 2023. UNRWA kondigde in reactie hierop meteen een onderzoek via het UN Office of Internal Oversight Services (OIOS). Tevens beëindigde UNRWA het contract van de verdachte medewerkers, zonder de uitkomst van het onderzoek af te wachten, om zo de indruk te vermijden dat het de beschuldigingen niet serieus nam. De OIOS had in totaal 19 medewerkers onderzocht die door Israël beschuldigd waren van deelname aan de aanval op 7 oktober. Begin augustus 2024 ontsloeg de UNRWA negen van hen vanwege mogelijke betrokkenheid. Voor de anderen was geen bewijs gekregen. Volgens een Israëlisch inlichtingendocument zou ongeveer 10% van de 12.000 medewerkers van de UNRWA in Gaza behoren tot militante groeperingen, waaronder Hamas en de Palestijnse Islamitische Jihad. Later werd dit percentage zelfs op 17% gesteld. UNRWA stelt dat voor deze laatste beschuldigingen geen bewijs is geleverd en dat UNRWA met regelmaat alle betrokken partijen voorziet van een lijst van medewerkers zonder dat deze beschuldigingen ooit eerder werden geuit.
UNRWA had al een week eerder een speciale onderzoekscommissie opgericht onder leiding van Catherine Colonna om te onderzoeken of men binnen de organisatie voldoende neutraal was in het conflict tussen Israël en de Palestijnen. Op 22 april verscheen het eindrapport waaraan de Commissie Colonna sinds 14 februari had gewerkt. Daarin werd de UNRWA vrijgepleit van de aantijgingen dat het niet neutraal zou zijn, al werden er wel aanbevelingen gegeven om de neutraliteit te verbeteren. Volgens het rapport had Israël tot dan toe geen bewijs geleverd dat medewerkers van de VN-hulporganisatie UNRWA banden zouden hebben met leden van Hamas of de Islamitische Jihad. In een persconferentie op 22 april legde Colonna uit dat het geen verrassing was dat Israël geen bewijs had geleverd aan UNRWA, omdat haar team niet daadwerkelijk de beschuldigingen aan het adres van UNRWA van het schenden van de neutraliteit had onderzocht. De reden was het ontbreken van een mandaat daarvoor van de VN-secretaris-generaal omdat deze aantijgingen al onderzocht werden door het OIOS.   Ook was er door het onderzoeksteam geen onderzoek gedaan naar beschuldigingen van Israël dat een aanzienlijk aantal UNRWA-medewerkers lid is van terroristische organisaties omdat ook dit niet binnen het mandaat viel. Israël verwierp het rapport en noemde de evaluatie ontoereikend en "een poging om het probleem te vermijden en het niet direct aan te pakken".
In maart werden ook in Libanon een aantal medewerkers op onbetaald verlof gestuurd in afwachting van een onderzoek door het OIOS naar politieke banden, waaronder Fateh Sherif Abu el-Amin, directeur van de Deir Yassin-school in het Al-Bass-kamp. Hij werd in september geliquideerd bij een Israëlische luchtaanval op dat kamp. Hamas maakte via Telegram bekend dat hij de leider van Hamas in Libanon was. UNRWA-chef Lazzarini was hiervan naar eigen zeggen niet op de hoogte.
Op 10 februari 2024 kwamen van Israëlische zijde berichten dat een ondergronds datacenter van Hamas onder het hoofdkwartier van de UNRWA was ontdekt, dat voor de stroomvoorziening verbonden was met het UNRWA-hoofdkwartier. Commissaris-generaal van UNRWA Philippe Lazzarini verklaarde hiervan niets af te weten.
In een rapport beschuldigde de UNRWA Israël ervan dat bij sommige personeelsleden die, na in Israël gedetineerd te zijn in Gaza werden vrij gelaten, door Israëlische ondervragers een valselijke bekentenis was afgedwongen dat de organisatie connecties heeft met Hamas en dat de staf had deelgenomen aan de aanval op 7 oktober. Daarvoor werden praktijken gebruikt als fysiek en seksueel geweld, waterboarding en bedreigingen om familieleden kwaad te doen.
Israël stelde op 20 maart bij voorbaat al dat wat hen betreft de UNRWA niet langer in Gaza mocht opereren, omdat de organisatie te verweven zou zijn met Hamas.
Op 23 maart gaf UNRWA aan dat Israël de toegang tot het noorden van Gaza voor hun hulpkonvooien had ontzegd. Zowel UNRWA, de WHO en de Emergency Relief Coordinator van OCHA bekritiseerde deze opstelling en waarschuwde voor een hongersnood in het gebied. Twee dagen later gaf woordvoerder David Mencer aan dat Israël de samenwerking met UNRWA stopte.
Op 5 december 2024 nam de Tweede Kamer in Nederland een voorstel aan dat de bijdrage aan de UNRWA afbouwt van 19 naar 1 miljoen per jaar. De meerderheid van de kamer twijfelt aan de neutraliteit van het personeel van UNRWA.
Zweden stopte de hulp aan de UNRWA op 20 december 2024 en zegde toe in plaats daarvan via andere kanalen meer humanitaire hulp aan Gaza bieden.
Op 4 februari 2025 verlengde president Trump het verbod op Amerikaanse financiering van UNRWA-fondsen dat het Congres in maart 2024 oplegde.
Op 18 februari 2025 nam de Zwitserse Nationalrat een motie aan om de financiering van de UNRWA te stoppen. Als motivatie werd genoemd dat Zwitserland geen steun mag verlenen aan organisaties die mogelijk verband houden met terrorisme.

## Relatie en banden met Hamas
Peter Hansen, voormalig commissaris-generaal voor de UNRWA (1996-2005), verklaarde in oktober 2004 - twee jaar voordat Hamas de Palestijnse verkiezingen won en de macht in Gaza met geweld innam - in een interview met CBC TV in Canada dat hij geloofde dat er Hamas-leden op de loonlijst van de UNRWA stonden. Dat vond hij echter geen probleem, omdat volgens hem Hamas ook een politieke organisatie is en niet alle Hamas-leden automatisch ook militant. Daarnaast doet UNRWA niet aan politieke selectie en verwachten ze dat alle medewerkers ongeacht hun politieke standpunt zich houden aan de VN-normen met betrekking tot neutraliteit. 
James G. Lindsay, een voormalig algemeen- en juridisch adviseur van de UNRWA en Aufzien fellow voor het Washington Institute for Near East Policy, publiceerde in 2009 een rapport voor WINEP waarin hij de UNRWA-praktijken bekritiseerde. Een van zijn conclusies was dat UNRWA geen terroristen uit haar gelederen verdrijft, en beleid tegen het inhuren van Hamasleden ontbreekt.
In 2012 wonnen aan Hamas gelieerde medewerkers de verkiezingen voor de UNRWA-Personeelsvakbond nadat UNRWA in eerste instantie de invloed van de islamisten juist probeerde te minimaliseren door het ontslaan van de leider van de groep Sohail al-Hindi. In 2017 stapte al-Hindi op nadat hij er van werd verdacht lid te zijn geworden van het Hamas bestuur, wat later ook het geval bleek.
UN Watch een in Genève gevestigde niet-gouvernementele organisatie publiceerde in november 2024 een artikel waarin ze melding maakte van een bijeenkomst op 12 februari 2017 in Beiroet van toenmalig Commissaris-Generaal van UNRWA, Pierre Krähenbühl (2014-2019) met leiders van de Hamas en andere Palestijnse organisaties. Tijdens de bijeenkomst benadrukte Krahenbühl van UNRWA de "geest van partnerschap" tussen de Palestijnse groeperingen en UNRWA.
De anti-Palestijnse organisatie MEMRI publiceerde uit het Arabisch vertaalde fragmenten uit een interview op 14 maart 2024 op Al-Hiwar TV (VK), waarin een voormalig UNRWA-functionaris Ahmad Oueidat zou hebben beweerd dat zowel Hamas-leider Ismail Haniya als de secretaris-generaal van de PFLP-GC, Dr. Talal Naji, in het verleden als onderwijzer werkzaam waren geweest op UNRWA-scholen. Hij gaf niet aan waar en wanneer.
In november 2024 kwam het Institute for Monitoring Peace and Cultural Tolerance in School Education (IMPACT-se) een Israëlische non-profitorganisatie die toezicht houdt op de inhoud van schoolboeken met een nieuw rapport vrijgegeven door het Israëlische leger, over een aantal van vijf scholen in Gaza die volgens hen wordt gerund door Hamas leden in dienst van UNRWA. UNRWA-chef Phillipe Lazzarini heeft nog niet op de beschuldiging gereageerd.  

## Lijst van commissarissen-generaal
- Howard Kennedy  Canada, mei 1950 tot juni 1951
- John Blandford  Verenigde Staten, juli 1951 tot 20 maart 1953
- Henry Richardson Labouisse  Verenigde Staten 1954 tot 1958
- John H. Davis  Verenigde Staten, februari 1959 tot december 1963
- Laurence Michelmore  Verenigde Staten, Januari 1964 tot april 1971
- John Shaw Rennie  Verenigd Koninkrijk, april 1971 tot april 1977
- Thomas McElhiney  Verenigde Staten, april 1977 tot april 1979
- Olof Rydbeck  Zweden, juni 1979 tot oktober 1985
- Giorgio Giacomelli  Italië oktober 1985 tot 28 februari 1991
- Ilter Türkmen  Turkije, 1 maart 1991 tot 29 februari 1996
- Peter Hansen  Denemarken, 29 februari 1996 tot 31 maart 2005
- Karen Koning AbuZayd  Verenigde Staten, 28 juni 2005 tot 20 januari 2010
- Filippo Grandi  Italië, 2010 tot 29 maart 2014
- Pierre Krähenbühl  Zwitserland, 30 maart 2014 tot november 2019
- Philippe Lazzarini  Zwitserland, sinds maart 2020